# 鮀江街道
鮀江街道，是中华人民共和国广东省汕头市金平区下辖的一个乡镇级行政单位。鮀江街道管辖范围东起蕉山桥至西港河桥，西从犁头标至吊瓜岭公路，南从西港河桥至犁头标，北从吊瓜岭公路至蕉山桥，面积21.25平方公里，下辖云露、木坑、桥头、夏趾、沙浦、蓬洲东、蓬洲南、蓬洲西、蓬洲北、溪东、港美、金陇、山兜、举登14个涉农社区居委和鮀都、乐业、安居、红树湾4个社区居委。截至2020年末，鮀江街道常住人口85019人(第七次人口普查)

## 历史沿革
南宋乾道三年（1167年），设鮀浦水寨
明洪武三年（1370年)置鮀浦巡检司
在明嘉靖四十二年（1563年）以前鮀浦隶属揭阳县鮀江都，后改隶澄海县鮀江都
1949年，属澄海县第七区，后改称鮀浦区
1958年，改称红星公社
1959年，改称鮀浦公社
1961年，属汕头市郊区
1966年，属澄海县
1974年，复归汕头市郊区
1984年为汕头市郊区鮀浦镇
1991年划入金平区
1986年，成立鲩浦镇，1996年撤销鮀浦镇，分设鮀浦、龙泉、鮀南、莲塘4个街道
2001年12月将𬶍浦、龙泉2街道合并设立𬶍江街道截至2020年6月，鮀江街道辖18个社区。

## 行政区划
鮀江街道下辖以下地区：
沙浦社区、夏趾社区、桥头社区、木坑社区、云露社区、蓬洲东社区、蓬洲南社区、蓬洲西社区、蓬洲北社区、乐业社区、山兜社区、举登社区、溪东社区、金陇社区、港美社区、鮀都社区、安居社区和红树湾社区。